# Fidalgos e Aristocratas
S.R.B.C Fidalgos e Aristocratas é uma escola de samba da cidade de Porto Alegre. Sua sede localiza-se no bairro Praia de Belas.

## História
A Fidalgos e Aristocratas foi fundada em 7 de setembro de 1950 no bairro Mont'Serrat por: Ari Leão, Hugo, Ernesto Silva, Venâncio, Joel. Sua cores originais eram o azul e o branco; essas foram trocadas em 1975 pelo vermelho, verde e branco para que diferenciar-se de Bambas da Orgia e da Aí Vem A Marinha que usavam o azul e branco. O símbolo escolhido foi uma cartola e uma bengala.
Duas figuras que marcaram a história da escola foram Tio Borges e Tia Regina vindos da Ai Vem A Marinha. Os dois trabalharam pelo crescimento da entidade e pela sua continuidade no carnaval. Tia Regina foi presidente por vários anos e enredo da escola no carnaval de 2000. Fidalgos e Aristocratas foram campeões do desfile principal do carnaval de Porto Alegre em 1973 apresentando o enredo "Carnaval no Gelo-Revista no asfalto".
A entidade passou por um longo jejum de títulos, que foi finalizado em 2001 quando foi campeã do acesso. No carnaval de 2009 foi a sexta colocada da categoria de acesso do carnaval de Porto Alegre, e com o resultado , ficou fora dos desfiles da capital em 2010, retornando em 2011. Em 2012 a escola foi convidada para uma apresentação como convidada.

## Segmentos

### Presidentes
| Nome                             | Mandato      | Ref.          |
| -------------------------------- | ------------ | ------------- |
| José Assis Borges "Tio Borges"   | 1954-1991    | [ 7 ]         |
| Maria Regina Borges "Tia Regina" | 1991-2006    | [ 8 ]         |
| Luceli Siva Martins              | 2006-2016    | [ 9 ]         |
| André Duarte                     | 2017 – Atual | [ 10 ] [ 11 ] |

### Diretores
| Ano  | Diretor de Carnaval                | Ref.   |
| ---- | ---------------------------------- | ------ |
| 2019 | Emerson Waner e Braulio Pontes     |        |
| 2020 | Duda Machado                       | [ 10 ] |
| 2022 | Braulio Pontes, Valdemir e Rosiane | [ 12 ] |
| 2023 | Walmir Oliveira                    | [ 11 ] |
| 2024 | Walmir Oliveira                    | [ 13 ] |
| 2025 | Walmir Oliveira                    | [ 14 ] |

| Ano        | Mestre de bateria               | Ref.          |
| ---------- | ------------------------------- | ------------- |
| 1972-1975  | Mestre Nilton Deoclides Pereira |               |
| 2003       | Alexandra Amaral                |               |
| 2019       | Mestre Wallan                   |               |
| 2020-2024  | Sandro Gravador                 | [ 10 ] [ 11 ] |
| 2025-Atual | Akauã Pedroso                   | [ 14 ]        |

### Casal de Mestre-sala e Porta-bandeira
| Ano        | Nome                                  | Ref.          |
| ---------- | ------------------------------------- | ------------- |
| 2019       | Evandro e Simone Ribeiro              |               |
| 2020       | Andrey Benta e Juliana Carvalho       | [ 10 ]        |
| 2022-2024  | Raphael Rodrigues e Dandara Ventapane | [ 12 ] [ 11 ] |
| 2025-Atual | Tiago Tyka e Fernanda Costa           | [ 14 ]        |

## Carnavais
| Ano                                                | Colocação       | Grupo           | Enredo | Carnavalesco    | Intérprete                   | Ref.                        |
| -------------------------------------------------- | --------------- | --------------- | --- | --------------- | ---------------------------- | --------------------------- |
| 1964                                               |                 |                 | Tem Bafo de Onça. |                 |                              | [ 15 ]                      |
| 1965                                               |                 |                 | Uma noite no Hawai. |                 |                              | [ 15 ]                      |
| 1966                                               |                 |                 | Festa no México. (Bodas de Turatepek)                                                                                     |                 |                              | [ 15 ]                      |
| 1967                                               | Campeã          | II              | Os Mongóis. |                 |                              | [ 15 ]                      |
| 1968                                               | Campeã          | II              | Os Três Mosqueteiros. |                 |                              | [ 15 ]                      |
| 1969                                               |                 |                 | Sangue de Areia. |                 |                              | [ 15 ]                      |
| 1970                                               |                 |                 | Espanha (Soçaite no asfalto.)                                                                                             |                 |                              | [ 15 ]                      |
| 1971                                               |                 |                 | Brasil das capitanias. |                 |                              | [ 15 ]                      |
| 1972                                               | Vice-Campeã     | I               | Festa na Zululândia. |                 |                              | [ 15 ]                      |
| 1973                                               | Campeã          | I               | Carnaval no Gelo - Revista no asfalto.                                                                                    |                 | Valdir Alves                 | [ 15 ] [ 16 ]               |
| 1974                                               |                 | I               | Zodíaco do Samba. |                 |                              | [ 15 ]                      |
| 1975                                               |                 |                 | Portugal e samba. (Festa dos Tabuleiros)                                                                                  |                 |                              | [ 15 ]                      |
| 1976                                               |                 |                 | Nega Fulô. |                 |                              | [ 15 ]                      |
| 1977                                               |                 |                 | Sarau no Solar Novaes. |                 |                              | [ 15 ]                      |
| 1978                                               |                 | I               | Pôr do Sol no Harmonia.                                                                                                   |                 |                              | [ 15 ]                      |
| 1979                                               |                 | I               | Carnaval Tropical. |                 | Chico Graça                  | [ 15 ] [ 17 ]               |
| 1980                                               | Desclassificada | I               | Saudades, em ti faço canção...Érico Verissimo.                                                                            |                 | Chico Graça                  | [ 15 ] [ 18 ]               |
| 1981                                               |                 |                 | Caramuru - Marco histórico.                                                                                               |                 | Chico Graça                  | [ 15 ] [ 19 ]               |
| 1982                                               |                 | II              | Esplendor de uma raça: Negro é lindo.                                                                                     |                 |                              | [ 15 ]                      |
| 1983                                               |                 |                 | Rio, carnaval, samba e capital.                                                                                           |                 |                              | [ 15 ]                      |
| 1984                                               | 7.º lugar       | II              | Sonhos, imagens e fantasias.                                                                                              |                 | Chico Graça                  | [ 15 ] [ 20 ]               |
| 1985                                               | 5.º lugar       | II              | Era uma vez... criança e folia.                                                                                           |                 |                              | [ 15 ]                      |
| 1986                                               | 4.º lugar       | II              | Festa no Jardim do Éden.                                                                                                  |                 |                              | [ 15 ]                      |
| 1987                                               | 5.º lugar       | II              | Acumulada é pra amanhã.                                                                                                   |                 | Shirley Machado              | [ 15 ] [ 21 ]               |
| 1988                                               | 4.º lugar       | 1B              | Exaltação e tributo à Wilson Ney.                                                                                         |                 |                              | [ 15 ]                      |
| 1989                                               | 6.º lugar       | 1B              | Tropicalia brasileira, turismo e carnaval.                                                                                |                 |                              | [ 15 ]                      |
| 1990                                               | 7.º lugar       | 1B              | |                 |                              |                             |
| 1991                                               | 7.º lugar       | 1B              | |                 |                              |                             |
| 1992                                               | 8.º lugar       | 1B              | |                 |                              |                             |
| 1993                                               | 4.º lugar       | 1B              | |                 |                              |                             |
| 1994                                               | 6.º lugar       | 1B              | O sonho de Ícaro em aplausos: dos mares de Netuno a esta terra tropical                                                   |                 |                              |                             |
| 1995                                               | 5.º lugar       | 1B              | O pequeno Grande Otelo |                 |                              |                             |
| 1996                                               | 4.º lugar       | Intermediário A | Cruzeiro, as estrelas negras do sul                                                                                       |                 |                              |                             |
| 1997                                               | 9.º lugar       | Intermediário A | Festerê. |                 | Geraldo Bico                 | [ 15 ] [ 22 ]               |
| 1998                                               | 4.º lugar       | Intermediário B | Dos Atritos à Realidade, Deu Samba no Mercosul.                                                                           |                 | Chico Santos                 | [ 23 ] [ 24 ]               |
| 1999                                               | 8.º lugar       | Intermediário B | Um palacete na Rua da Ponte.                                                                                              |                 | Zé Ivo                       | [ 25 ] [ 26 ]               |
| 2000                                               | 2.º lugar       | Acesso          | Maria Regina Borges, a tia Regina.                                                                                        |                 |                              | [ 27 ]                      |
| 2001                                               | Campeã          | Acesso          | Jubileu de Ouro do baile de máscaras, ao carnaval do século XXI.                                                          |                 |                              | [ 28 ]                      |
| 2002                                               | 3.º lugar       | Intermediário B | Que Reino é este? Que Rei eu sou? Em que terra estou?                                                                     |                 |                              | [ 29 ]                      |
| 2003                                               | Campeã          | Intermediário B | Sou Maria Quitéria, heroína e mulher.                                                                                     |                 | Rogério Xavier               | [ 2 ]                       |
| 2004                                               | 3.º lugar       | A               | Reminiscência... No apogeu de uma época.                                                                                  |                 | Zinho Melodia                | [ 30 ] [ 31 ]               |
| 2005                                               | 5.º lugar       | A               | Canta Brasil, teus costumes e tradições.                                                                                  | Paulinho Branco | Zinho Melodia                | [ 32 ] [ 33 ] [ 34 ]        |
| 2006                                               | 4.º lugar       | A               | Fidalgos é criança e faz a festa no reino encantado da Cinderela.                                                         |                 |                              | [ 15 ]                      |
| 2007                                               | 15.º lugar      | Especial        | Fidalgos pede passagem e em seis atos vem contar a história do Teatro.                                                    |                 | Gege Dornelles               | [ 15 ] [ 35 ]               |
| 2008                                               | 3.º lugar       | Acesso          | Shaka Zulu. O Rei guerreiro africano.                                                                                     |                 | Gege Dornelles               | [ 36 ]                      |
| 2009                                               | 6.º lugar       | Acesso          | Santa Maria ganha um orixá                                                                                                |                 | Rogério Xavier               | [ 37 ] [ 38 ] [ 39 ]        |
| 2010                                               | Não desfilou.   | Acesso          | |                 |                              | [ 40 ]                      |
| 2011                                               | 7.º lugar       | Acesso          | Não sou melhor nem pior e me orgulho de ser quem sou com o brilho que Deus me deu.                                        |                 |                              | [ 41 ]                      |
| 2012                                               | *               | Convidada       | * |                 |                              | [ 6 ]                       |
| 2013                                               | *               | Convidada       | * |                 |                              | [ 42 ] [ 43 ]               |
| 2014                                               | *               | Convidada       | Ria se Puder |                 |                              | [ 9 ]                       |
| 2015                                               | 6.º lugar       | Acesso          | Uma Águia... Um Leão... Rosalina Conceição e Luis Carlos Amorim, dois Baluartes que a Tricolor da Ipiranga vem Homenagear |                 | Nego Berê                    | [ 44 ] [ 45 ] [ 46 ] [ 47 ] |
| 2016                                               | 9.º lugar       | Grupão          | Resgatando sonhos, reciclando vidas: Marli Medeiros - mãe, mulher e cidadã. A Fidalgos te reverencia                      |                 | Vilsinho Astral              | [ 48 ] [ 49 ] [ 50 ] [ 51 ] |
| As escolas da série Bronze não desfilaram em 2017. |                 |                 | |                 |                              |                             |
| Desfile cancelado em 2018.                         |                 |                 | |                 |                              |                             |
| 2019                                               | 3.º lugar       | Série Prata     | Quem Não Dança, Dança! | Reinaldo Oliver | Renan Ludwig                 | [ 55 ] [ 56 ] [ 57 ]        |
| 2020                                               | Campeã          | Série Prata     | Não Tenha Medo, Não se Avexe! Sou Fidalgos, sou Nordeste, sou Cabra da Peste!                                             | Reinaldo Oliver | Bruno Martins                | [ 58 ] [ 59 ]               |
| Desfile cancelado em 2021.                         |                 |                 | |                 |                              |                             |
| 2022                                               | 5.º lugar       | Série Ouro      | Fidalgos no Mundo da Lua                                                                                                  | Reinaldo Oliver | Bruno Martins                | [ 61 ] [ 62 ]               |
| 2023                                               | 9.º lugar       | Série Ouro      | Laroyê, Xica da Silva. Xica é Modjubá. Um Legado Africano, a Resistência de uma Raça                                      | Michael Smith   | Bruno Martins                | [ 11 ]                      |
| 2024                                               | 6.º lugar       | Série Ouro      | Quando os Tambores Falam                                                                                                  | Reinaldo Oliver | Fábio Ananias e Dodô Ananias | [ 13 ] [ 63 ]               |
| 2025                                               | 4.º lugar       | Série Ouro      | É Hora de Sintonizar, o Show vai Começar! Eu sou o Rádio, a Voz do Brasil!                                                | Reynaldo Oliver | Wander Pires                 | [ 14 ] [ 64 ]               |

## Títulos
| Títulos do Fidalgos e Aristocratas | Títulos do Fidalgos e Aristocratas   | Títulos do Fidalgos e Aristocratas | Títulos do Fidalgos e Aristocratas |
| ---------------------------------- | ------------------------------------ | ---------------------------------- | ---------------------------------- |
| Grupo                              | Grupo                                | Títulos                            | Anos                               |
|                                    | Especial (Atual Série Ouro)          | 1                                  | 1973                               |
|                                    | Grupo II (Atual Série Prata)         | 3                                  | 1967, 1968, 2020                   |
|                                    | Intermediário B (Atual Série Bronze) | 1                                  | 2003                               |
|                                    | Acesso (Grupo Extinto - 4ª divisão ) | 1                                  | 2001                               |